# Dealu Pădurii, Argeș
Dealu Pădurii (în trecut, Dealu Boului) este un sat în comuna Cotmeana din județul Argeș, Muntenia, România.